# Gwidon z Montpellier
Gwidon z Montpellier (ur. ok. 1160 we Francji, zm. 1208 w Rzymie) – francuski duchak, założyciel Zakonu Ducha Świętego w Montpellier, błogosławiony Kościoła katolickiego.

## Życie i działalność
Według nowożytnej tradycji miał pochodzić z książęcej rodziny Guillemów, w posiadaniu której przez dwa wieki było miasto Montpellier. Znane źródła nie pozwalają potwierdzić tego przekazu.
Około 1190 Gwidon poświęcił się służbie ubogim i potrzebującym, zakładając na przedmieściach Montpellier średniowieczny szpital dla ubogich i potrzebujących, któremu nadał wezwanie Ducha Świętego. Był to pierwszy Dom Ducha Świętego, mający dać schronienie i pociechę pielgrzymom, chorym, biednym, a także samotnym matkom i porzuconym niemowlętom, jak również wszystkim pragnącym nawrócić się i przemienić własne życie. Wiele osób poszło za przykładem Gwidona i podjęło służbę miłości miłosiernej.
Dla realizacji rozpoczętego dzieła Gwidon założył wspólnotę zakonną – Zakon Ducha Świętego – dla której zredagował pierwszą regułę (Institutiones). Członkami wspólnoty byli tak bracia, jak i siostry. W krótkim czasie Gwidon znalazł wielu naśladowców, którzy za jego przykładem chcieli służyć ubogim i potrzebującym: w 1198, oprócz domu w Montpellier, wspólnota posiadała dziewięć domów w południowej Francji, a także dwa domy w Rzymie, w tym jeden w pobliżu kościoła S. Maria in Trastevere.
22 kwietnia 1198 papież Innocenty III zatwierdził Zakon Ducha Świętego. Założyciel powierzył swe dzieło opiece Ducha Świętego, Pocieszyciela i Ojca ubogich.

## Kult
Gwidon mimo braku bulli beatyfikacyjnej przez wiele lat był czczony przez zakony duchackie jako błogosławiony z tzw. tradycji wiary.
18 maja 2024 papież Franciszek oficjalnie zaliczył go listem apostolskim w formie Motu proprio do grona błogosławionych (przez tzw. zatwierdzenie kultu) i wyznaczył dzień jego wspomnienia liturgicznego na 7 lutego.